# Рыбалко, Пётр Петрович
Пётр Петрович Рыбалко (4 июля 1930, Терновка, Центрально-Чернозёмная область — 1 октября 2004, Ростов-на-Дону) — советский военачальник, генерал-майор ракетных войск стратегического назначения, военный педагог. Командир ракетного полигона Кура в 1982 г. Начальник Ростовского высшего военного командного училища в 1982―1988 гг.

## Биография
Родился 4 июля 1930 года в селе Терновка (ныне — Яковлевского района Белгородской области). По национальности русский. Член КПСС с 1953 года. В 1952 году окончил Тбилисское горно-артиллерийское Краснознаменное училище, после чего служил в Киевском и Дальневосточном военных округах командиром взвода управления батареи, командиром огневого взвода, начальником разведки дивизиона, командиром батареи.
В 1966 году окончил Военную артиллерийскую академию в Ленинграде с золотой медалью и в числе лучших выпускников был назначен в Ракетные войска стратегического назначения заместителем командира ракетной бригады, дислоцировавшейся в городе Сарыозек. В 1970 стал заместителем командира ракетной дивизии. В 1975 был назначен начальником Центра подготовки младших специалистов для Ракетных войск, затем начальником испытательного полигона.
Генерал-майор с 27 октября 1977 года.
В 1982 году несколько месяцев руководил ракетным испытательным полигоном Кура. Затем был выдвинут на должность начальника Ростовского высшего военного командного училища и руководил им шесть лет. После ухода в отставку проживал в Ростове-на-Дону. Скончался 1 октября 2004 года и был похоронен на Северном кладбище.

### Награды
Был награждён орденами Трудового Красного Знамени, Красной Звезды, «Знак Почёта», десятью советскими и одной кубинской медалями.